# Hans von Meyenburg (Architekt)
Hans Martin von Meyenburg (* 21. April 1915 in Zürich; † 19. September 1995 in Herrliberg) war ein Schweizer Architekt.

## Leben
Meyenburg wuchs in Zürich, Lausanne und Luzern auf, studierte ab 1933 Architektur an der ETH Zürich und schloss 1938 ab. Er war unter anderem Schüler von Otto Rudolf Salvisberg, einem Pionier des Neuen Bauens in der Schweiz. Nach seinem Studium wirkte er in München und ab 1941 als Assistent von ETH-Professor Friedrich Hess. 1942 gründete er ein eigenes Architekturbüro in Herrliberg am Zürichsee, wo er im Schipfgut, dem Landgut der Familie, wohnhaft war. Meyenburg wirkte als Architekt von Kirchen, Spital-, Heim- und Schulbauten, aber auch von privaten Wohn- und Geschäftshäusern. Daneben plante er viele Umbauten und Sanierungen von Altbauten, besonders reformierten Kirchen. Gesamthaft realisierte er mit seinem Architekturbüro über hundert Bauprojekte. Er wirkte bei Preisgerichten mit. Von 1964 bis 1968 präsidierte er den Bund Schweizer Architekten und von 1970 bis 1974 die reformierte Kirchenpflege Herrliberg.

## Werke (Auswahl)

Das Spital Limmattal in Schlieren im Jahr seiner Fertigstellung 1970

### Neubauten
- 1943–1950 Neue Kirche Albisrieden, Zürich
- 1945–1947 Geschäftshaus «Pelikan», Zürich-Zentrum
- 1954 Schulhaus Rüterwis, Zollikerberg
- 1954–1956 Schulhaus Schmittenwis, Niederweningen
- 1962–1965 Krankenheim Bombach, Zürich-Höngg
- 1964–1970 Spital Limmattal, Schlieren
- 1958–1967 Schulhaus Rebacker, Herrliberg
- 1965–1971 Reformierte Kirche Wil, Dübendorf
- 1967–1970 SIA-Hochhaus, Zürich-Zentrum
- 1972–1986 Ospedale San Bassiano, Bassano del Grappa

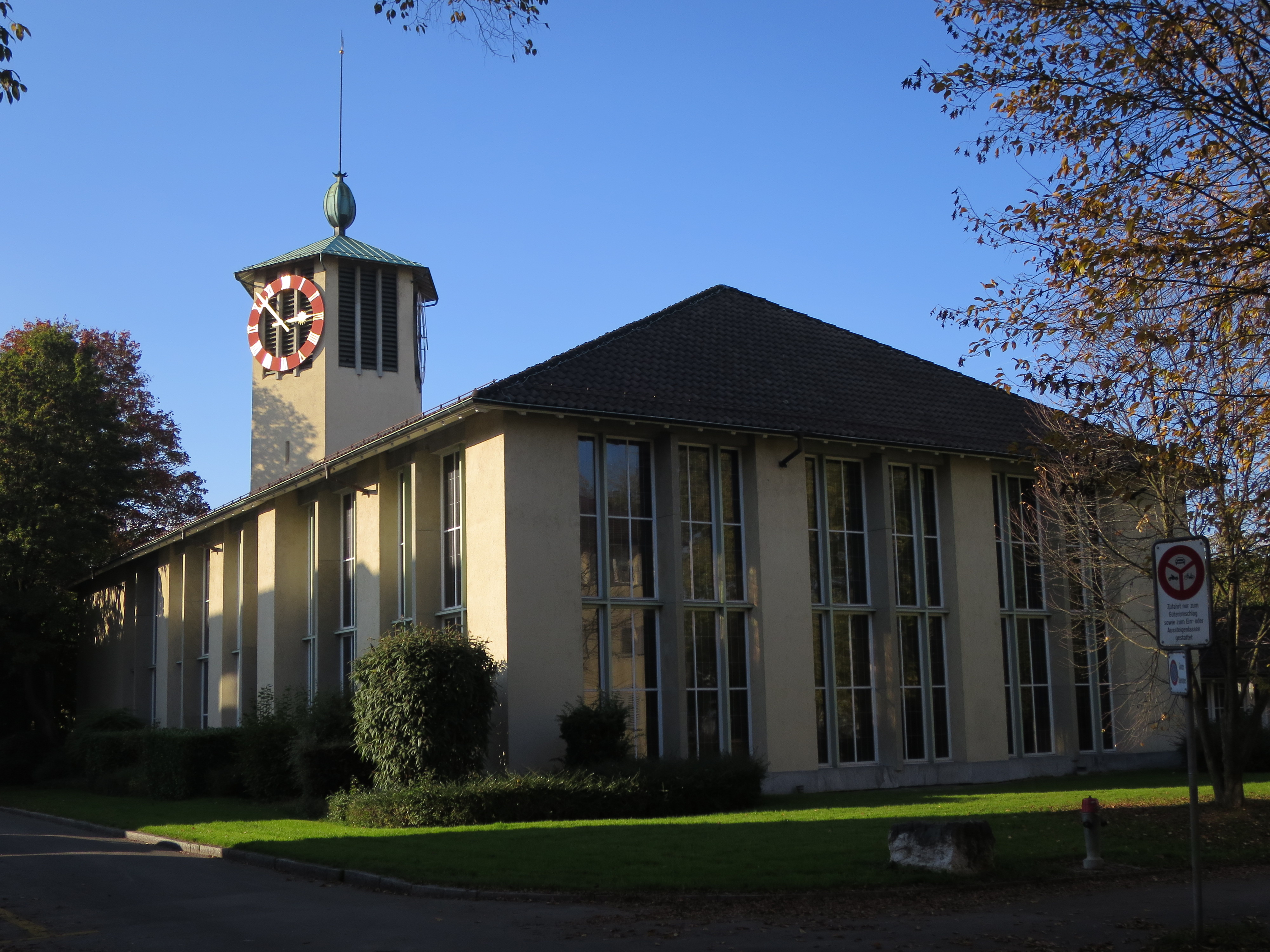
Neue reformierte Kirche Zürich-Albisrieden, Aussenbau
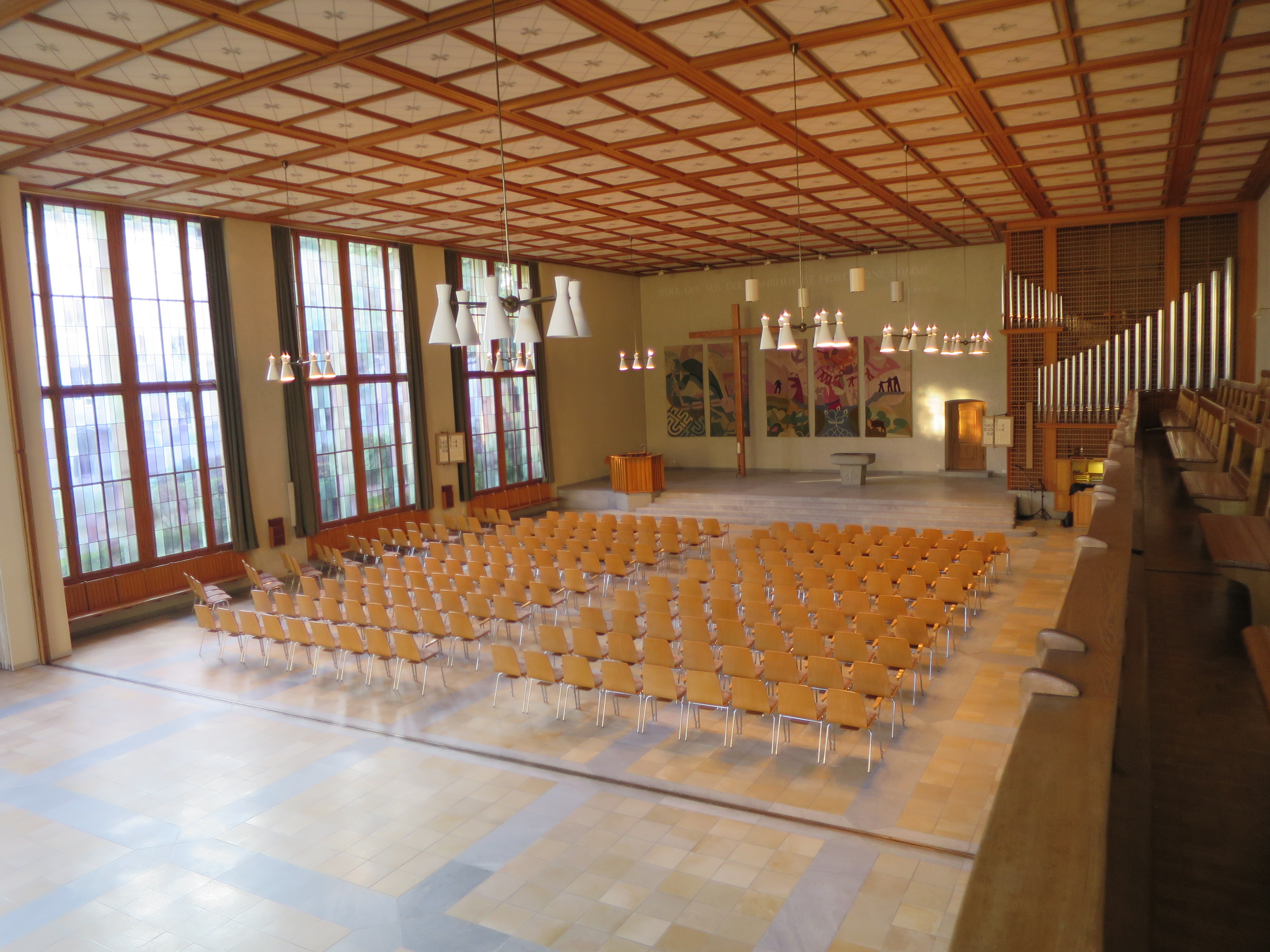
Neue reformierte Kirche Zürich-Albisrieden, Innenraum
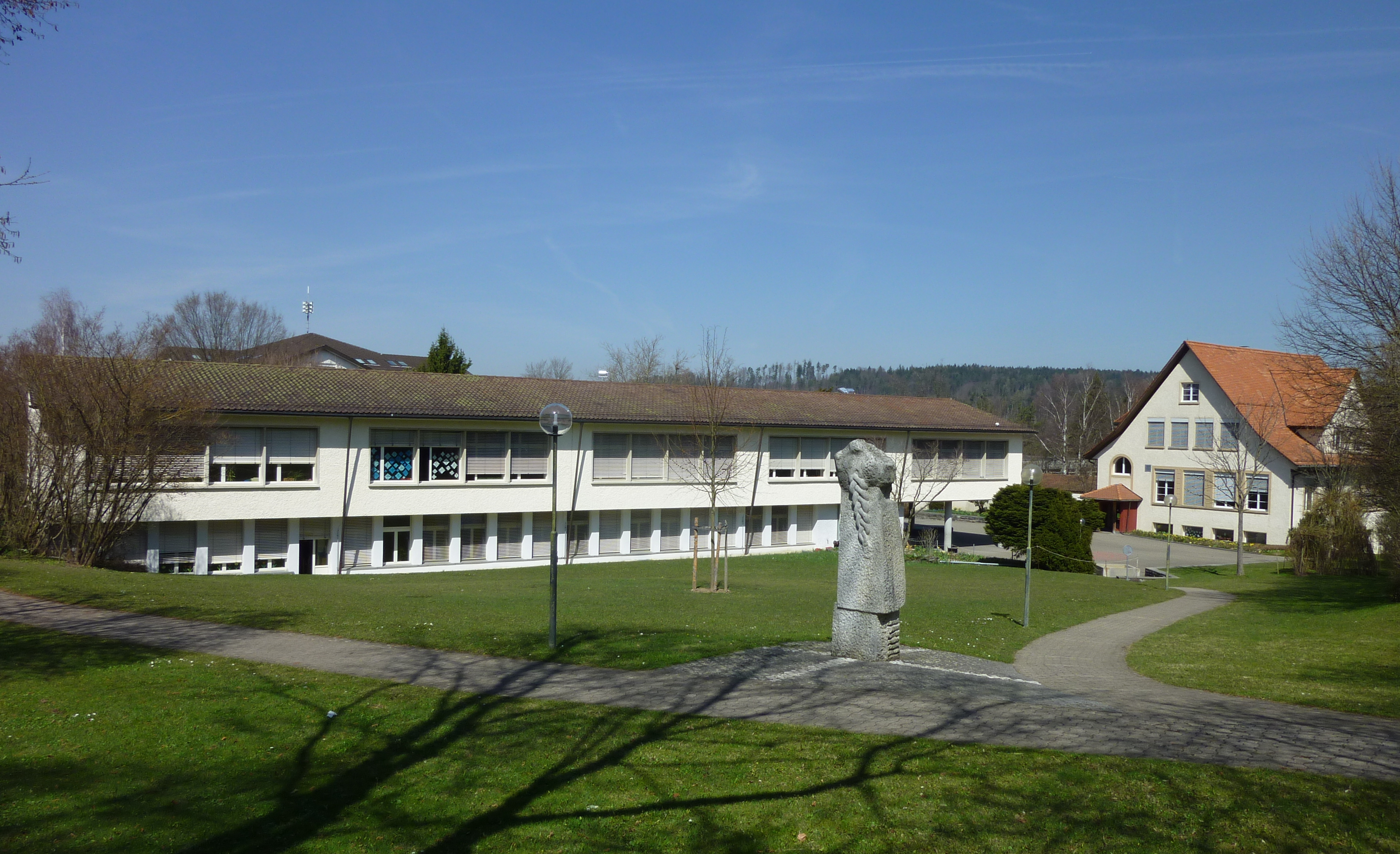
Schulhaus Rüterwies, Zollikerberg
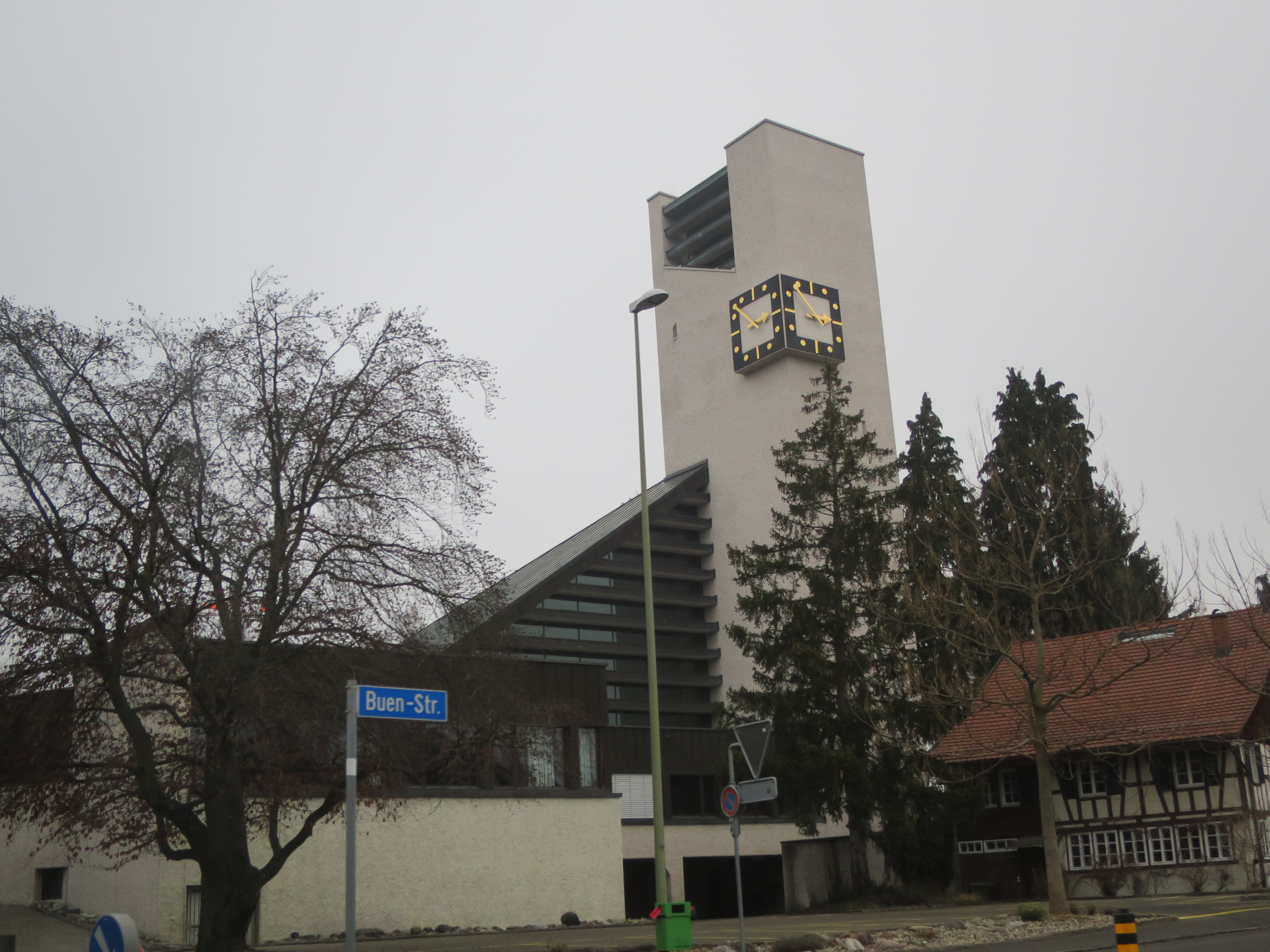
Reformierte Kirche Dübendorf-Wil, Aussenansicht
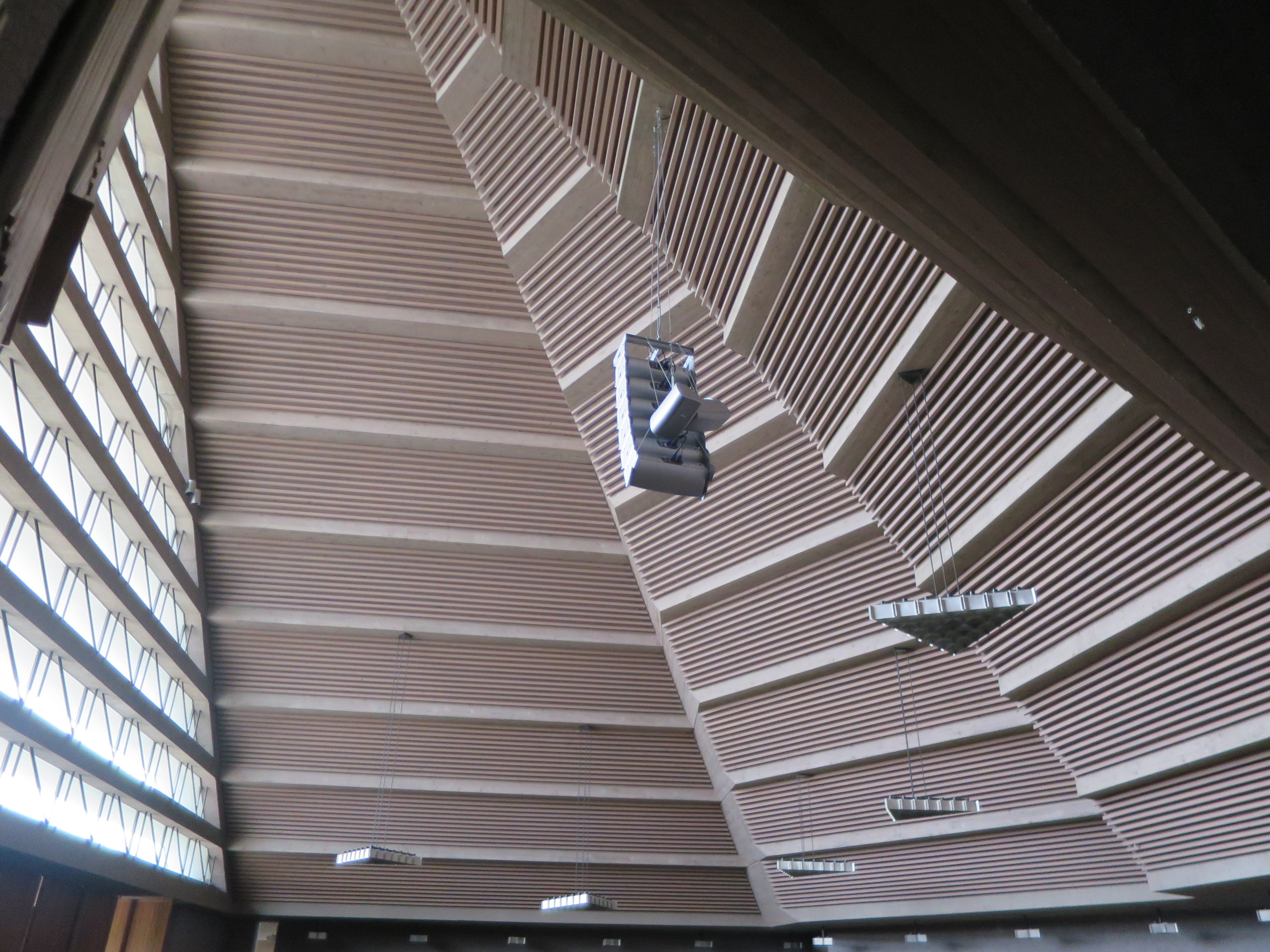
Reformierte Kirche Dübendorf-Wil, Dachkonstruktion
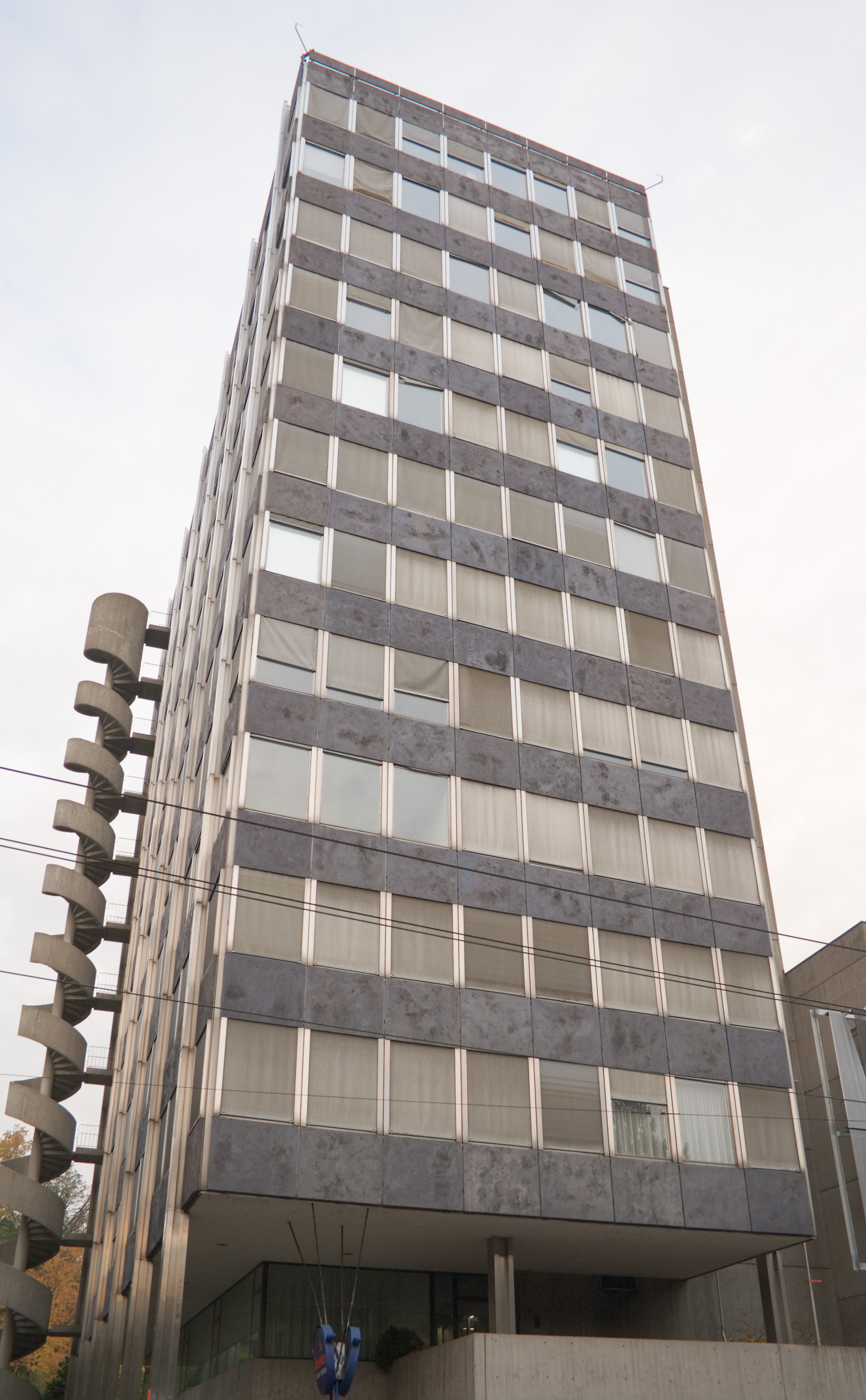
SIA-Hochhaus in Zürich vor der Renovation von 2006

### Renovationen
- Schipfgut Herrliberg
- Reformierte Kirche Männedorf
- Alte Kirche Fluntern, Zürich
- Reformierte Kirche Wetzwil, Herrliberg
- Kunsthistorisches Institut der Universität Zürich

## Schriften
- Die Kirche als feste Burg. In: Einweihung der neuen Kirche im Wil (Hrsg.: Evangelisch-Reformierte Kirchenpflege Dübendorf). Erg. Separatdruck aus dem Heimatbuch Dübendorf, Dübendorf 1971.